# Diodia rubricosa
Diodia rubricosa är en måreväxtart som beskrevs av William Philip Hiern. Diodia rubricosa ingår i släktet Diodia och familjen måreväxter. Inga underarter finns listade i Catalogue of Life.